# ゴルフパラダイス
『ゴルフパラダイス』は、2000年3月23日にT&Eソフトより発売されたPlayStation 2用のゲームソフトで、PS2で初めて発売されたゴルフゲームである。
PS2の性能を充分に活用したゲームで、今となっては汚い画像だが、従来の家庭用ゲーム機で市販されたゴルフゲームとは別次元の高画像を誇り、PS2の映画に匹敵する画像を使いこなしていたとも言えるであろう。
従来のゴルフゲームでは省略されるか、おまけ程度の粗末な扱いを受けていたゴルファー以外のキャラ（ギャラリー等）もきちんと描かれており、PS2のゴルフゲーム第一号としてふさわしい完成度と言える。

## PS2ゴルフゲーム第一号
PS2発売直後に発売されたゲームということで、PS2本体購入時に同時に買う者も多かった。ゴルフゲームでは老舗のT&Eが開発しただけはあって、コースの表現力、特に川や池のリアルさに、当時のゲーマーにはビジュアルショックが走った。
ゲームとしてはソツの無い造りで、女性キャディーを何人も用意するなどプレイヤーのニーズを把握していた。また、ストーリーモードでは自分のお気に入りのキャラの育成ができて、さらにコースの自動生成機能（プレイ時に読み込み時間が長いと言う欠点もあり）もあって、やり込み要素が豊富である。

## 造り込み
ギャラリーにも当たり判定が設定されていて、リアルな命中音と共にボールに当たったギャラリーが倒れる所まで再現されていた。のみならず、ボールの命中音が人体の命中する場所によって異なり、顔面に命中した時はクリスピーな音がして、胴体に当たったときはボディブローのような鈍い音がした。
後に発売された大ヒットゴルフゲーム『みんなのGOLF3』でも、ギャラリーにボールが命中するところまでは再現していなかった。（キャディーに向けて打っても避けられる）